# سیارک ۲۹۴۵۶
سیارک ۲۹۴۵۶ (به انگلیسی: 29456 Evakrchova، نامگذاری:1997SN2) بیست و نه هزار و چهارصد و پنجاه و ششمین سیارک کشف شده است که در ۲۴ سپتامبر ۱۹۹۷ کشف شد.